# Without your love (The Cats)
Without your love is een lied van de Nederlandse band The Cats uit 1967. Het werd geschreven door Cees Veerman en Mel Andy; Veerman was op dat moment nog de leadzanger van de band.
Het lied verscheen voor het eerst in 1967 op de B-kant van een single waarvan Sure he's a cat op de A-kant staat, en in hetzelfde jaar op Cats as cats can, wat de eerste elpee van The Cats is. In de jaren erna verscheen het nog meer dan tien maal op verzamelalbums. Daarbij werd het in 2013 in de Volendammer Top 1000 gekozen.
Without your love is een liefdeslied, waarin een man zijn geliefde toezingt om terug te keren naar de liefde zoals ze die vroeger hadden.
Van het lied verscheen in 1968 een cover van Frans Krassenburg, de eerste zanger van de Golden Earrings, op zijn elpee Here's a heart. In 1971 bracht de Haarlemse band Fresh Air met onder meer Peter Schoonhoven het lied uit op de A-kant van een single. De productie van deze single lag in handen van Cees Veerman. Verder waren er nog covers van Stef Meeder (1979), Margie (1990), The No-Goods (2001), John Dé als Jij bent mijn wereld (2007) en Hans Meurs als Telkens weer (2011).